# Newfoundland and Labrador Route 91
Newfoundland and Labrador Route 91 (NL-91) is een 48 km lange provinciale weg op het eiland Newfoundland in de Canadese provincie Newfoundland en Labrador. De weg, die ook wel bekendstaat als de Old Placentia Highway, is de zuidelijke oost-westverbinding op het schiereiland Avalon. Route 91 begint in Placentia en gaat doorheen erg dunbevolkt gebied tot in St. Catherine's. 

## Traject
De weg begint in Placentia, de belangrijkste gemeente aan de Cape Shore, als een afsplitsing van Route 100. Hij volgt ruim 5 km de zuidelijke oever van de zeearm Southeast Arm en passeert zodoende de bij de gemeente Placentia behorende plaats Southeast Placentia. Ten oosten van die plaats is de weg niet langer geasfalteerd en verandert Route 91 in een grindweg. Route 91 heeft over een afstand van zo'n 25 km een grindwegdek, namelijk tot aan de splitsing met Route 92. Langs dat deel van het tracé overbrugt de weg onder meer de Southeast River en Cataract River en passeert hij het Provinciaal Park Cataracts.
Twee kilometer voorbij de samenkomst met Route 92 overbrugt de weg de Rocky River en nog eens een kilometer verder passeert de weg de dorpskern van Colinet. In dat dorp komen Route 81 en Route 93 uit op de weg en stroomt de Colinet River er onderdoor.
De weg gaat eens buiten Colinet nog 13 km oostwaarts doorheen het dunbevolkte gebied, tot aan de samenkomst met Route 90 in St. Catherine's, een dorp in de gemeente Mount Carmel-Mitchells Brook-St. Catherine's.

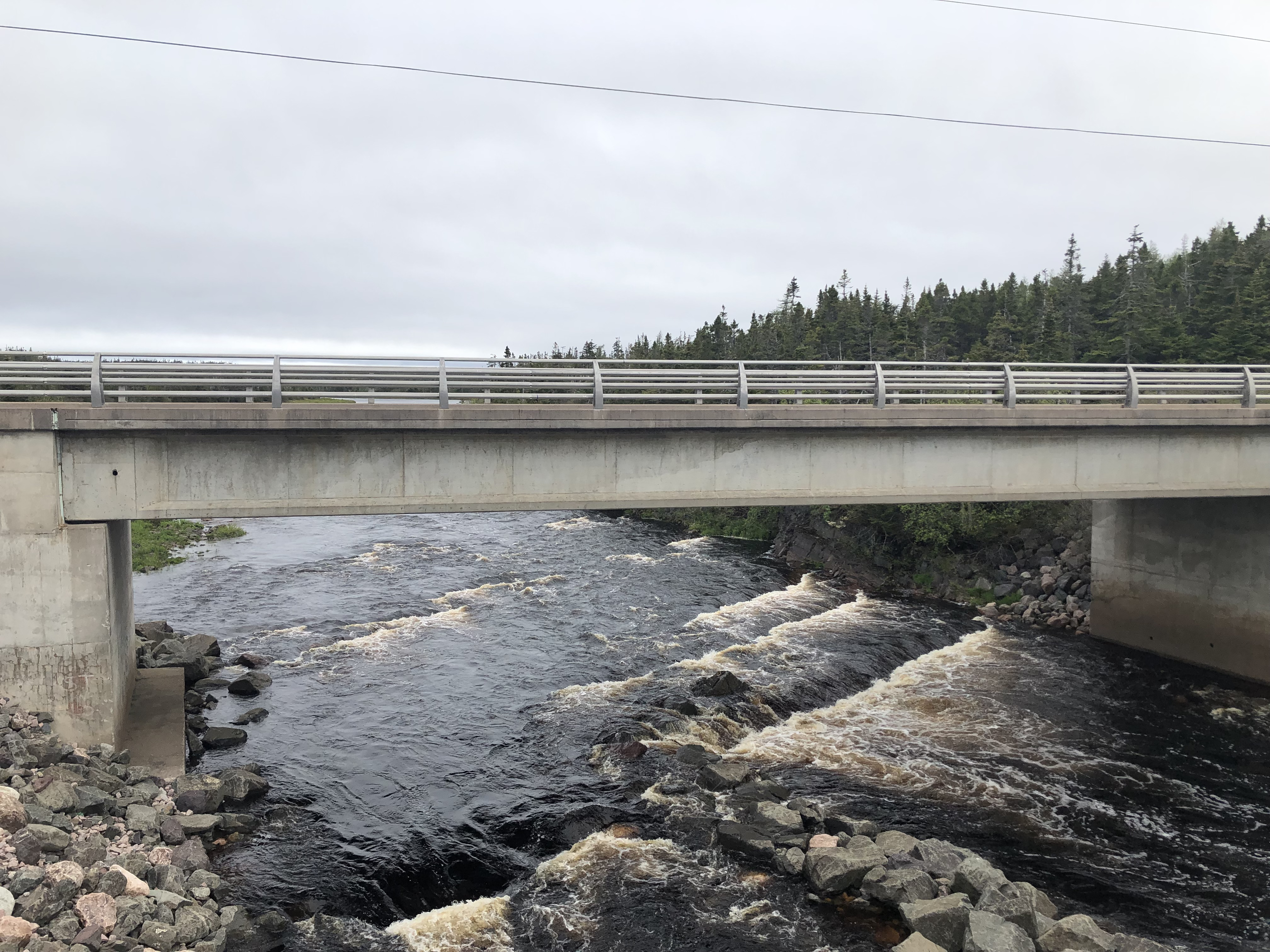
Brug van Route 91 over de Rocky River